# زوران راجوفيتش
زوران راجوفيتش (السيريلية: Зоран Рајовић; ولد في 28 تشرين الأول / أكتوبر 1979) هو لاعب كرة قدم يلعب في مركز الهجوم. وهو حاصل على جواز سفر صربي وجواز سفر كرواتي وجواز سفر بوسني.

## وصلات خارجية
- زوران راجوفيتش على موقع قاعدة بيانات كرة القدم.إي يو (الإنجليزية)
- زوران راجوفيتش على موقع Soccerway.com (الإنجليزية)
- زوران راجوفيتش على موقع عالم كرة القدم.نت (الإنجليزية)